# Жизнь и удивительные приключения Робинзона Крузо
«Жизнь и удиви́тельные приключе́ния Робинзо́на Кру́зо» — советский художественный фильм, снятый режиссёром Станиславом Говорухиным на Одесской киностудии по мотивам романа Даниэля Дефо «Робинзон Крузо».

## Сюжет
После кораблекрушения моряк Робинзон Крузо оказывается на необитаемом острове. Он единственный выживший — все остальные погибли. Поначалу его охватывает отчаяние, но жизнь продолжается, и ему не остаётся ничего другого, кроме как начать обустраиваться на острове, благо часть вещей с корабля, севшего на мель неподалёку от берега, удалось спасти. На протяжении двадцати восьми лет, двух месяцев и девятнадцати дней он проживет на острове и пройдет невероятные приключения и множество испытаний.

## В ролях
- Леонид Куравлёв — Робинзон (озвучивание — Алексей Консовский)
- Ираклий Хизанишвили — Пятница
- Евгений Жариков — капитан
- Владлен Паулус — Билл Аткинс
- Владимир Маренков — Джек Вудли
- Алексей Сафонов — боцман
- Валентин Кулик — помощник капитана
- Эрменгельд Коновалов — Билл
- Владимир Гусев

## Факты
Основную часть фильма снимали в субтропическом климате Абхазии, в районе Сухуми. Однако почти все виды острова Робинзона с моря — это мыс Край Света на острове Шикотан (Курильские острова) и виды острова Аскольд Приморского края.
В кинотеатрах СССР кинокартину посмотрело 26,3 млн зрителей, в ПНР — 1,742 млн (самый успешный советский фильм в Польше в 1970-х годах).
В фильме в одном из эпизодов играла Лариса Удовиченко, тогда ещё школьница. Но этот эпизод не вошел в картину.

## Съёмочная группа
- Автор сценария: Феликс Миронер
- Режиссёр: Станислав Говорухин
- Оператор: Олег Мартынов
- Художник: Сергей Юкин
- Музыка: Евгений Геворгян, Антонио Вивальди, Андрей Геворгян.

## Награда
Премия VI Всесоюзного кинофестиваля 1973 года в Алма-Ате за лучшую операторскую работу.